# 原田武
原田武（日语：／ Harada Takashi */?，1933年1月29日—2020年1月29日），日本法国文学研究家，大阪外国语大学名誉教授。

## 生平
1933年生于京都市。1955年本科毕业于大阪外国语大学。1958年修完大阪市立大学大学院文学研究科修士課程。曾任立命館高等学校教员。1964年以后历任帝塚山大学講師、大阪外国語大学助教授、教授。1999年退休，成为名誉教授。长期从事法国文学研究，知名于对作家朱利恩·格林和馬塞爾·普魯斯特等人同性戀行为的解读。著有《异端卡特里派与转生》《普鲁斯特与同性恋的世界》《乱伦幻想：人类最后的禁忌》等。
2019年获授瑞宝中綬章。2020年1月29日晚11时逝世，终年87岁。